# Terminal Jardim Britânia
O Terminal Jardim Britânia é um pequeno terminal de ônibus urbano da cidade de São Paulo localizado na Zona Norte da cidade, mais precisamente na Região Noroeste da capital paulista no bairro do Jardim Britânia, distrito da Anhanguera.
Inaugurado em 31 de julho de 2004 na gestão da prefeita Marta Suplicy, o terminal, inicialmente entregue como uma "Estação de Transferência", foi planejado originalmente para dar suporte ao então Terminal Perus, que, por sua vez, jamais saiu do projeto. Localizado nas proximidades da Rodovia Anhanguera, é um dos menores terminais urbanos da cidade, ocupando uma área de um pouco mais de 1.900 m² e contendo uma única plataforma que segue paralela à Avenida Pierre Renoir. O terminal atende principalmente os moradores do Morro Doce através de 7 linhas, sendo duas de passagem; o local conta com apenas uma linha que interliga a região à área 9 (referente ao Centro Expandido): a linha 8013/10 Term. Jardim Britânia-Lapa.
Atualmente o Terminal Jardim Britânia é administrado pelo consórcio SP Terminais Noroeste (pertecente ao grupo Socicam) desde 2022. Em 2025, como parte do processo de privatização, o local foi reformado e ganhou novas instalações, passando a contar com sanitários, bicicletário e validadores de recarga para Bilhete Único (serviços esses que o terminal não possuía desde a época de sua inauguração).

## Galeria

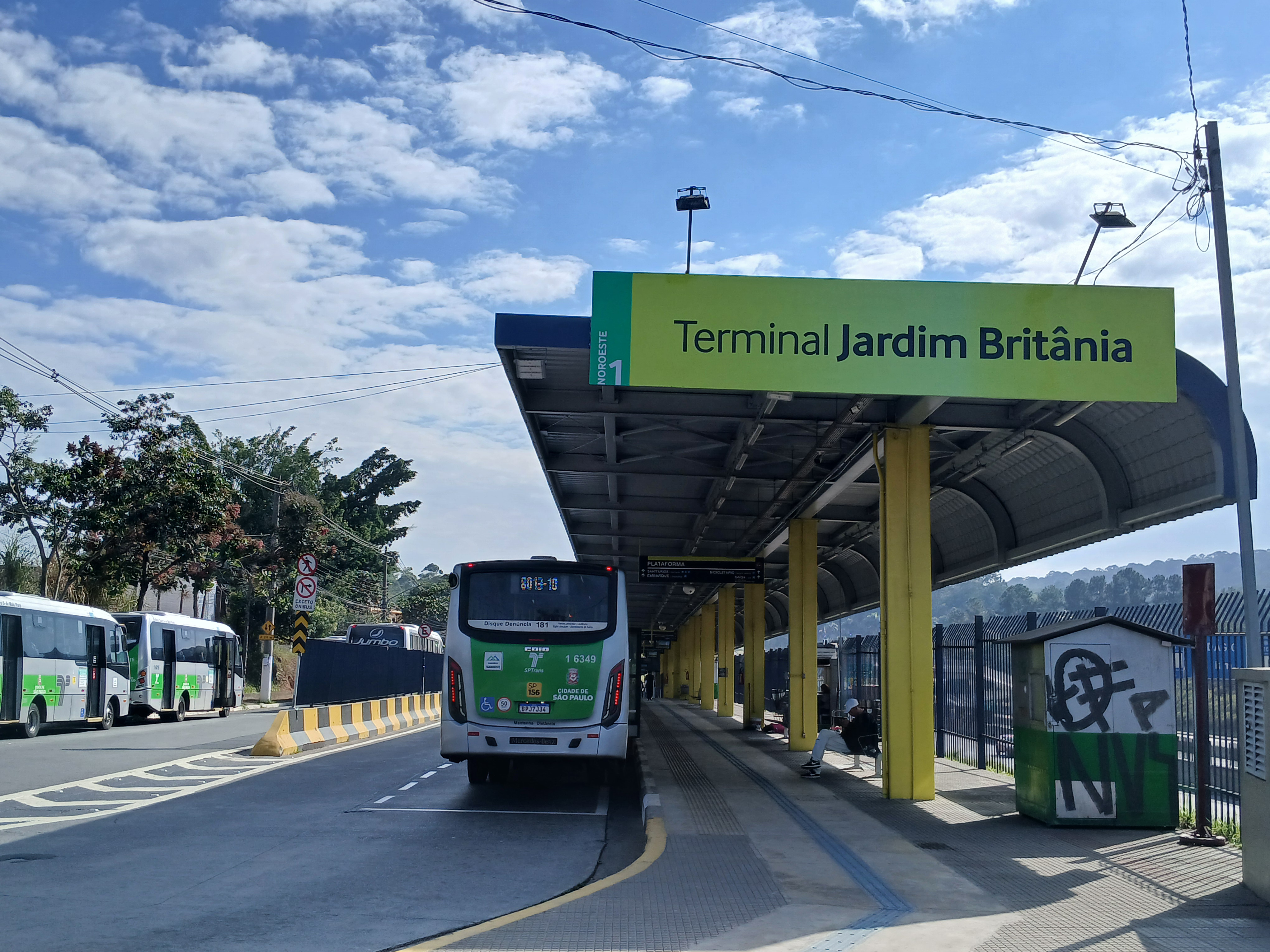
Parte de trás do terminal onde os coletivos adentram.